# Tiridate III de Parthie
Pour les articles homonymes, voir Tiridate.
Tiridate III de Parthie règne sur l'Empire parthe brièvement en 35 ou 36. Il est le petit-fils de Phraatès IV. Il est envoyé comme otage à Rome et y reçoit son éducation.
Vers 36, lorsque la noblesse parthe se rebelle contre Artaban III, elle demande à Tibère un roi de la descendance de Phraatès IV. Tibère envoie Tiridate avec l'appui de Lucius Vitellius (le père du futur empereur Vitellius) en lui ordonnant de restaurer l'autorité de l'Empire romain. Par la dextérité des opérations militaires et diplomatiques, Vitellius réussit sa mission. « Artabanus » est abandonné par ses partisans et s'enfuit en Hyrcanie.
Cependant, Tiridate, qui est proclamé roi, ne peut se maintenir car il apparaît comme un vassal des Romains. Artabanus lève une grande armée composée en partie d'auxiliaires scythes pour reprendre son trône et est de nouveau reconnu par les Parthes. Tiridate quitte alors Séleucie du Tigre et s'enfuit en Syrie.